# Kretischer Saumfarn
Der Kretische Saumfarn (Pteris cretica) ist eine Pflanzenart aus der Gattung Pteris innerhalb der Familie der Saumfarngewächse (Pteridaceae).

## Beschreibung

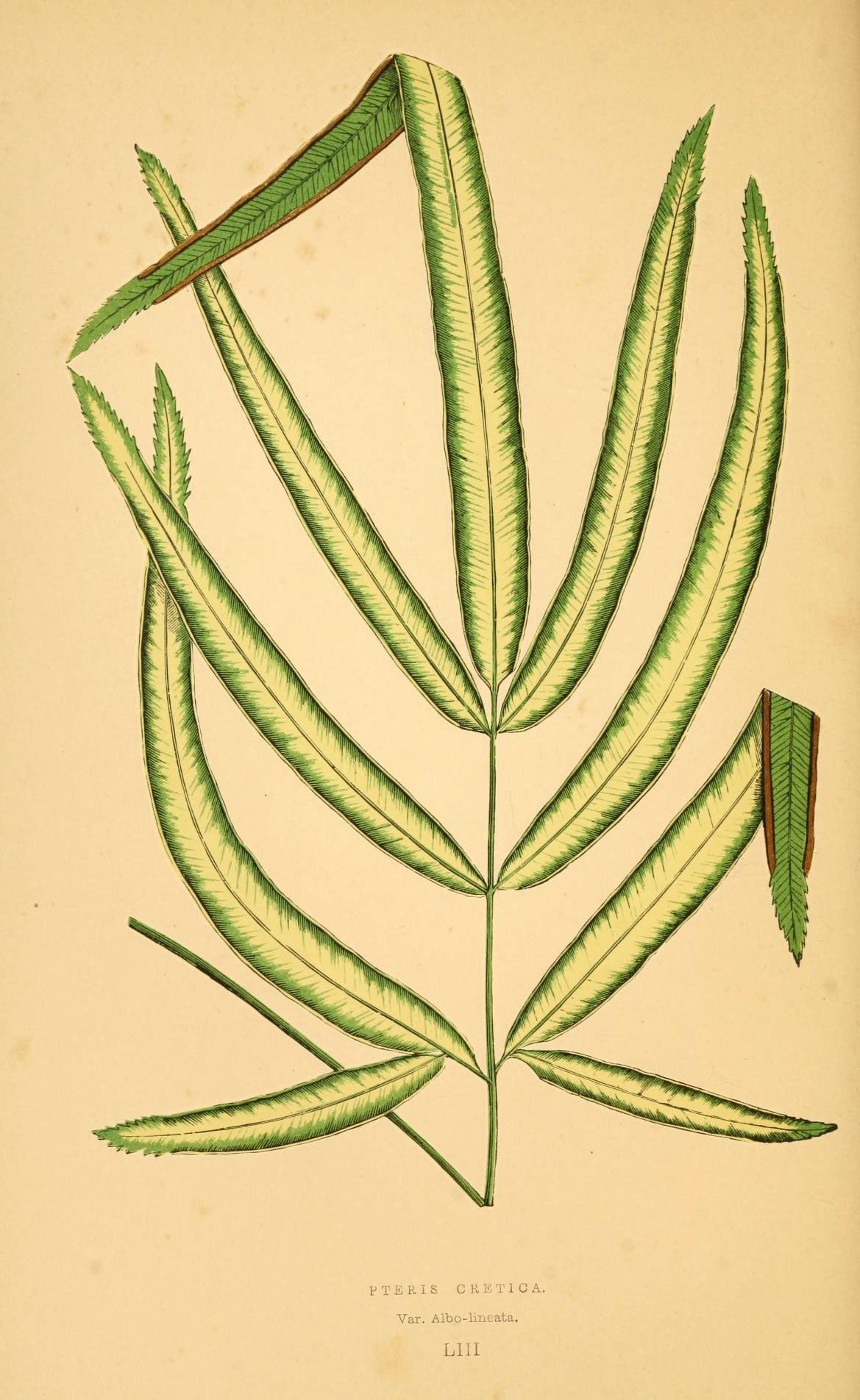
Illustration aus Les plantes a feuillage coloré, Tafel LIII

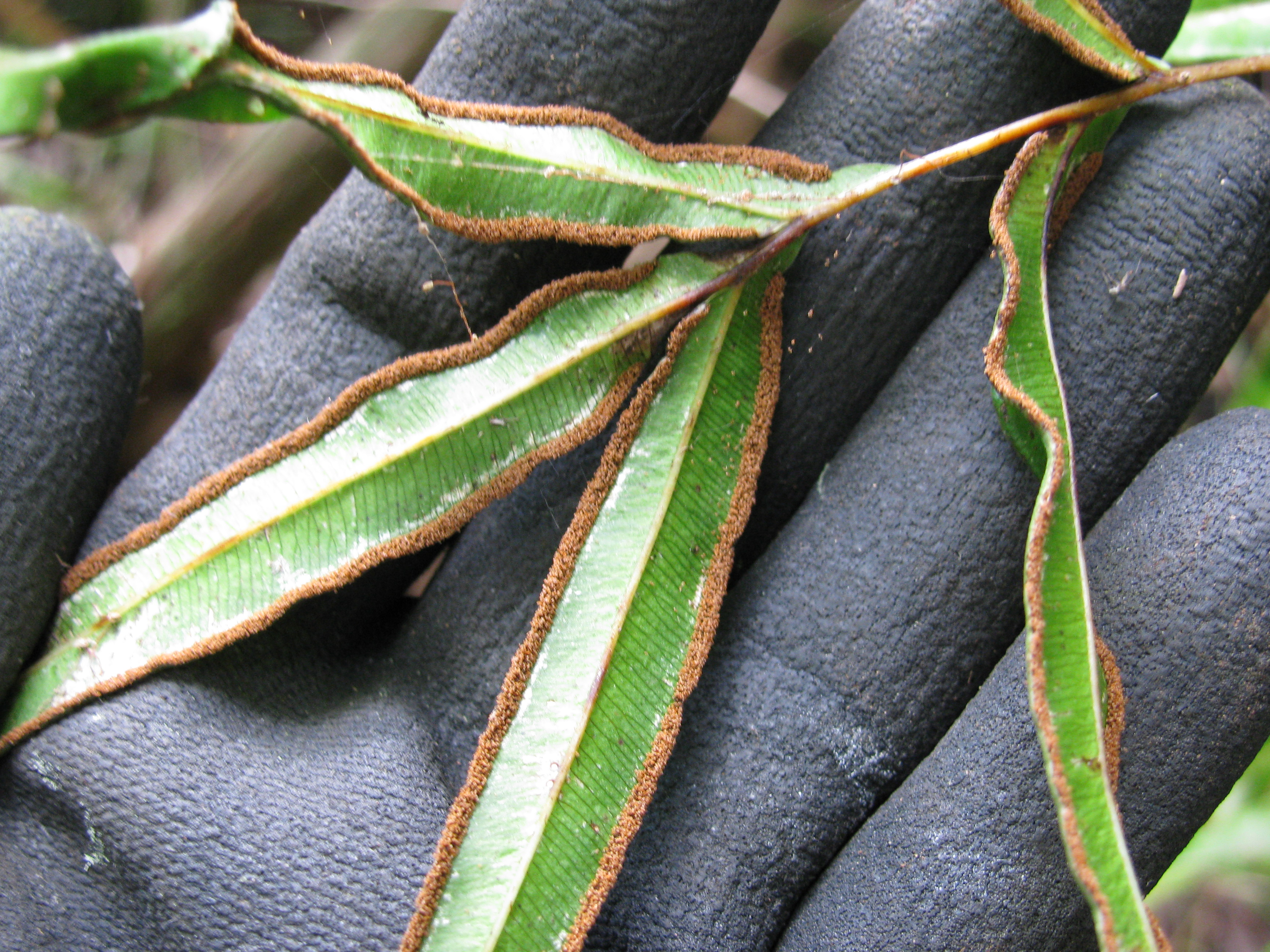
Blattunterseite

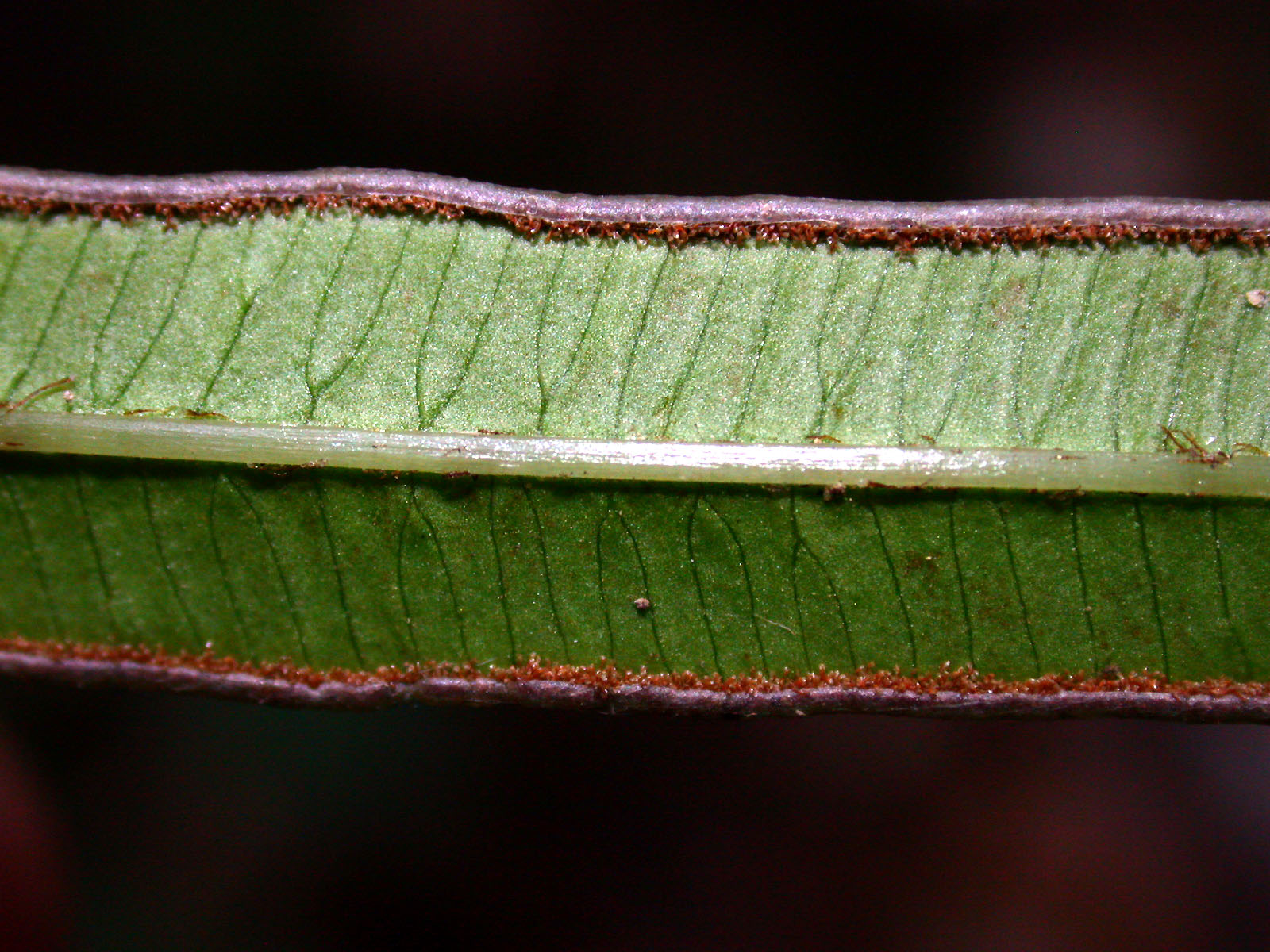
Blattunterseite mit Sporangien

Der Kretische Saumfarn ist eine ausdauernde krautige Pflanze, die Wuchshöhen von 30 bis 90 Zentimetern erreicht. Das Rhizom ist kriechend und trägt an der Spitze einige dicht gestellte, überwinternde, bis 1 Meter lange Blätter.
Der Blattwedel ist in Blattstiel und Blattspreite gegliedert. Der Blattstiel ist bis 60 Zentimeter lang und 2 bis 3 Millimeter dick, kahl, strohgelb und nur am Grunde bräunlich und mit Spreuschuppen bedeckt. Die Blätter können bis einen Meter lang werden. Der Blattstiel ist bis 60 Zentimeter lang und damit so lang oder fast doppelt so lang wie die Blattspreite. Er ist 2 bis 3 Millimeter dick, strohgelb, kahl, nur am Grund mit Spreuschuppen bedeckt. Die Blattspreite ist meist einfach gefiedert, im Umriss breit-oval, dünn, lederartig, hellgrün, etwas glänzend, unterseits anfangs zerstreut behaart, sonst kahl. Das Blattspreite besteht aus 3 bis 5 (bis 8) Fiederpaaren und einer endständigen Fieder. Die Fiedern stehen gegenständig und sind schmal-lanzettlich mit keilförmigem Grund, sind bis 20 Zentimeter lang und 3 bis 10 Millimeter breit. Die untersten Fiedern sitzen zu zweit. Die sporenlosen Abschnitte sind breit linealisch und am knorpeligen Rand scharf gesägt.
Die fertilen Abschnitte sind schmäler und ganzrandig. Die Sori sind anfänglich vom Blattrand bedeckt, sie sind ohne Schleier. Die Sporen sind rotbraun und mit unregelmäßigen, groben, warzigen oder leistenförmigen Exospor-Verdickungen besetzt.
Die Sporenreife findet zwischen Juni und Juli statt.
Die Chromosomenzahl beträgt 2n = 58 oder 87.

## Ökologie
Der Pilz Cryptomyces pteridis bildet manchmal schwarze Streifen auf der Unterseite der Blätter.

## Vorkommen und Standort
Der Kretische Saumfarn ist in Europa, Afrika und Asien weit verbreitet. In Europa gibt es nur ursprüngliche Vorkommen in den Ländern Frankreich, Korsika, der Schweiz, Italien, Sizilien und Griechenland. In Deutschland und Österreich fehlt die Art. Sie wurde aber als Neophyt in Belgien, den Niederlanden, in Baden-Württemberg und Nordrhein-Westfalen beobachtet.
Pteris cretica subsp. cretica gedeiht in Mitteleuropa an bewaldeten und schattigen, felsigen Abhängen in luftfeuchter und wintermilder Lage. Oft kommt sie in der Spritzzone von Wasserfällen, in Felsspalten oder in gut durchlüftetem Schutt in Wäldern vor.
Die ökologischen Zeigerwerte nach Landolt & al. 2010 sind in der Schweiz: Feuchtezahl F = 3+ (feucht), Lichtzahl L = 2 (schattig), Reaktionszahl R = 3 (schwach sauer bis neutral), Temperaturzahl T = 5 (sehr warm-kollin), Nährstoffzahl N = 2 (nährstoffarm), Kontinentalitätszahl K = 1 (ozeanisch).

Herbarbeleg

## Taxonomie und Systematik
Die Erstveröffentlichung von Pteris cretica erfolgte 1767 durch Carl von Linné in Mantissa Plantarum, Seite 130. Das Artepitheton cretica hatte Linné aus Robert Morisons Historia (1680–1699) übernommen.
Je nach Autor gibt es Pteris cretica zwei Unterarten:
- Pteris cretica L. subsp. cretica (Syn.: Pteris confertinervia Ching, Pteris contracta Link, Pteris cretica var. americana J.Agardh, Pteris cretica var. nervosa (Thunb.) Ching & S.H.Wu, Pteris dangiana X.Y.Wang & P.S.Wang, Pteris emergens Link, Pteris heptaphyllos Poir., Pteris intermedia Christ, Pteris lomarioides Colenso, Pteris nervosa Thunb., Pteris oligophylla Viv., Pteris pentaphylla Willd., Pteris pseudodactylina Ching & S.K.Wu, Pteris semiserrata Forssk., Pteris serraria Sw., Pteris serrulata var. intermedia Christ, Pteris sichuanensis H.S.Kung, Pteris taeniosa J.Sm., Pteris trifoliata Fée, Pteris triphylla M.Martens & Galeotti, Pteris wallichiana C.Presl, Pteris xichouensis W.M.Chu & Z.R.He): Diese Unterart kommt ursprünglich vom Mittelmeerraum bis zum tropischen Asien, in Afrika, in Madagaskar und auf atlantischen Inseln vor.[7] Es gibt Fundortangaben für Gran Canaria, Spanien, Frankreich, Korsika, Sardinien, Sizilien, Italien, die Schweiz, Krim, Griechenland, Transkaukasien, Türkei, das Gebiet Libanon-Syrien, Jemen, Socotra, Algerien, Äthiopien, Angola, Kenia, Burundi, Ruanda, Uganda, Malawi, Tansania, Sambia, Demokratische Republik Kongo, Zimbabwe, Lesotho, Swaziland, Südafrika, Madagaskar, Sri Lanka, Indien, Assam, Pakistan, Himalaya, Nepal, Bangladesch, Tibet, Myanmar, Kambodscha, Korea, Laos, Thailand, Vietnam, Taiwan, Nansei-shoto, Japan, Philippinen, Ascension, Réunion und St. Helena.[7] Entgegen seinem Namen kommt Pteris cretica in Kreta nicht vor, aber in Griechenland. Pteris cretica ist von den USA über Mexiko, Zentralamerika und Karibischen Inseln bis Kolumbien sowie Peru, in Hawaii, in Neuseeland, Australien, auf den Azoren, in Ungarn und in den Niederlanden ein Neophyt.[7] Pteris cretica subsp. cretica kommt in Mitteleuropa in der Schweiz im Kanton Tessin am Ufer des Luganer Sees und am Lago Maggiore vor. Sie kommt auch in Norditalien am Comersee und am Gardasee vor.
- Pteris cretica subsp. laeta (Wall. ex Ettingsh.) Fraser-Jenk. (Syn.: Pteris cretica var. laeta (Wall. ex Ettingsh.) C.Chr. & Tardieu, Pteris laeta Wall. ex Ettingsh., Pteris laeta Wall., Pteris mysorensis Fée, Pteris pellucidifolia Hayata, Pteris prainii S.R.Ghosh): Den Rang einer Unterart hat sie seit 2017. Sie ist von der östlichen Türkei, Transkaukasien, Iran und im subtropischen bis tropischen Asien: Afghanistan, Sri Lanka, Indien, Assam, Pakistan, Himalaya, Nepal, Tibet, China, Myanmar, Thailand, Vietnam, Kambodscha, Laos, Taiwan, Japan, Sulawesi, auf den Philippinen und Kleinen Sunda-Inseln weitverbreitet.[7]